# Sharon Milligan
Sharon Milligan (ur. 5 września 1974) – australijska judoczka. Startowała w Pucharze Świata w 1999 i 2001. Wicemistrzyni Oceanii w 1998 i trzecia w 2000. Mistrzyni Australii w 2000 i 2001 roku.